# Luccas Claro
Luccas Claro dos Santos oder kurz Luccas Claro (* 2. Oktober 1991 in Ribeirão Preto) ist ein brasilianischer Fußballspieler.

## Karriere

### Verein
Luccas Claro durchlief die Nachwuchsabteilung des Coritiba FCs und begann 2011 hier seine Profikarriere. Zur Rückrunde der Saison 2016/17 wechselte er zum türkischen Erstligisten Gençlerbirliği Ankara. Ende Mai 2019 kehrte Claro in seine Heimat zurück und spielte bis August 2022 für Fluminense Rio de Janeiro. Im Anschluss ging wieder in die Türkei zu Eyüpspor.

### Nationalmannschaft
Luccas Claro absolvierte 2011 einige Einsätze für die brasilianische U-20-Nationalmannschaft. Mit ihr nahm er an der Panamerikanischen Spielen 2011 teil.

## Erfolge
Fluminense
- Taça Rio: 2020
- Taça Guanabara: 2022
- Staatsmeisterschaft von Rio de Janeiro: 2022